# Agamennone (Alfieri)
Agamennone è una tragedia di Vittorio Alfieri, pubblicata per la prima volta nel 1783 e rielaborata fino al 1788.
L'ispirazione alla stesura fu la lettura della tragedia di Seneca Agamennon, che era a sua volta una libera rivisitazione dell'Agamennone di Eschilo. La prima stesura in versi sciolti, che avvenne a Pisa, prese il titolo di La morte di Agamennone e la firma manoscritta è il 19 maggio 1776.
Successivamente, cambiato il titolo in Agamennone - Tragedia e subite varie modifiche, la tragedia perse il personaggio di Euribate, concentrandosi sui quattro personaggi principali.
Il 16 luglio 1777, a Siena, Alfieri inizia la traduzione in prosa, terminandola il 23 luglio dello stesso anno. Il risultato però, fu ulteriormente rielaborato portandolo a versificare nuovamente il lavoro, stavolta a Firenze, dal 17 febbraio 1778 al 23 giugno dello stesso anno. Durante l'estate rivide il lavoro a Roma, incrementando il numero di versi da 1232 a 1337 in poco meno di 15 giorni, precisamente dal 17 agosto al 1º settembre.
Il 1783 nella città di Siena si ebbe la prima pubblicazione del lavoro, portato nel frattempo a 1356 versi e l'aggiunta del popolo (poi a 1359 con l'aggiunta dei soldati), nell'edizione di Parigi del 1788.

## Trama
I personaggi della tragedia sono Agamennone, re di Argo, il conquistatore di Troia; Clitennestra, sua moglie, figlia di Tindaro, re di Sparta, e di Leda; Elettra, sua figlia; Egisto, figlio di Tieste, che ha conquistato l'amore di Clitennestra e che più tardi diverrà a sua volta re di Argo. Egisto odia Agamennone per i soprusi che il proprio padre ha dovuto subire dal padre di lui, Atreo.
Dopo la guerra di Troia, Agamennone rientra in patria, ma Clitennestra, innamorata di Egisto, si lascia convincere da questo ad ucciderlo. Egisto, per assicurare la sua ascesa al trono, vorrebbe uccidere anche il figlio di Agamennone, Oreste, ma la sorella Elettra lo mette in salvo.
L'azione ha luogo nella reggia di Argo.

### Atto I
La tragedia comincia quando Agamennone sta rientrando in patria, reduce dall'assedio di Troia. La prima scena mostra Egisto intenzionato a vendicare sulla casa di Agamennone la morte di Tieste. Dalla conversazione che segue tra Egisto e Clitennestra traspaiono l'amore della donna per Egisto, che egli sostiene di poter difficilmente ricambiare a causa della difficile posizione in cui si trova, e l'odio che essa prova per Agamennone, colpevole di avere sacrificato la loro figlia Ifigenia. Quando Egisto parte, giunge Elettra, che dichiara il suo profondo affetto per il padre e implora la madre, il cui affetto per Egisto è ormai causa di mormorii tra la popolazione, di abbandonare l'amante e bandirlo da Argo, e di accogliere degnamente Agamennone.

### Atto II
I vascelli di Agamennone entrano nel porto; egli scende a terra e si avvicina al palazzo. Egisto pensa di fuggire, ma Clitennestra assicura che se lo fa ella lo seguirà. Egisto giura allora di non partire fino al giorno seguente. Quando ricompare Elettra, annunciando che Agamennone è stato accolto dalla popolazione, Clitennestra, alla presenza della figlia, ricorda ad Egisto il giuramento; quando egli rimane solo, si rallegra poiché sente avvicinarsi il momento della vendetta contro l'odiata stirpe nemica. Appare lo stesso Agamennone, circondato dal popolo festante. Nel pieno della felicità non può fare a meno di notare come Clitennestra lo abbia accolto freddamente, ma non se ne può spiegare la ragione.

### Atto III
Nemmeno le rassicurazioni di Elettra riescono a tranquillizzare Agamennone, che rimane anche sorpreso dalla presenza di Egisto ad Argo, di cui viene presto a conoscenza. Quando si incontrano, Egisto chiede la sua protezione, sostenendo di star cercando scampo dai propri nemici; Agamennone gli parla con cordialità promettendogli di far valere la propria influenza per restituirgli i suoi diritti ereditari, ma gli ordina di lasciare Argo immediatamente. Agamennone poi riprende Clitennestra per non averlo avvertito della presenza di Egisto, e Clitennestra a sua volta accusa Elettra di averla tradita palesando Egisto ad Agamennone.

### Atto IV
Si assiste ad un'altra conversazione tra Egisto e la sua vittima, che egli ha inestricabilmente legato a sé. Egisto rifiuta la proposta di Clitennestra di fuggire insieme, e con grande abilità, annunciando che Agamennone ha condotto con sé Cassandra, che diverrà la rivale della stessa Clitennestra, fa nascere in lei il proposito, a cui ella si lega con un giuramento, di uccidere il marito. Giunge Elettra, che ha il presentimento di una prossima catastrofe, e insiste con Agamennone affinché Egisto sia cacciato senza esitazione. Agamennone parla con Clitennestra, assicurandole che la gelosia per Cassandra è infondata.

### Atto V
La catastrofe finale si avvicina rapida. Clitennestra giunge con un pugnale, per assassinare il marito nel sonno, ma si pente e fugge. L'apparizione di Egisto, però, la ristabilisce nella propria risoluzione, cosicché ella compie il terribile misfatto, mentre Egisto gioisce per il successo del suo complotto e si proclama re di Argo. Egisto vorrebbe precipitarsi ad uccidere Oreste, giovane figlio di Agamennone e suo legittimo erede, ma Elettra riesce a trarlo in salvo, augurandosi che un giorno possa vendicare l'uccisione del padre:

## Edizioni
- Vittorio Alfieri, Tragedie, Sansoni 1985
- Vittorio Alfieri. Agamennone. Mirra. Introduzione e note di Vittore Branca. Fabbri editori, Milano 1995.